# Lista wulkanów Dżibuti
Wulkany Dżibuti – poniższa lista zawiera czynne, drzemiące oraz wygasłe wulkany leżące na terytorium Dżibuti.
| Nazwa        | Wysokość (m n.p.m.) | Współrzędne geograficzne                          | Ostatnia erupcja | Źródła        |
| ------------ | ------------------- | ------------------------------------------------- | ---------------- | ------------- |
| Ardoukoba    | 298                 | 11°36′41,763″N 42°28′27,764″E/11,611601 42,474379 | 1978             | [ 1 ] [ 2 ]   |
| Boina        | 300                 | 11°15′00″N 41°49′48″E/11,250000 41,830000         | Plejstocen       | [ 3 ] [ 4 ]   |
| Garbès       | 1000                | 11°24′00,000″N 42°10′59,999″E/11,400000 42,183333 | Plejstocen       | [ 5 ]         |
| Manda-Inakir | 600                 | 12°23′34,281″N 42°12′15,866″E/12,392856 42,204407 | 1928             | [ 6 ] [ 7 ]   |
| Musa Ali     | 2028                | 12°28′07,697″N 42°24′15,156″E/12,468805 42,404210 | Holocen          | [ 8 ] [ 9 ]   |
| Tiho         | 500                 | 11°31′48″N 42°02′59″E/11,530000 42,049722         | Plejstocen       | [ 10 ] [ 11 ] |